# Przegib
Przegib (636 m n.p.m.) – przełęcz w Grupie Magurki Wilkowickiej w Beskidzie Małym. Znajduje się w bocznym grzbiecie oddzielającym doliny potoków Ponikiewka i Żarnówka Duża. Grzbiet ten odgałęzia się od wierzchołka Kopców po południowej stronie Groniczków i poprzez przełęcz Przegib i Nowy Świat opada do doliny Soły.
Rejon przełęczy porasta las. Na zdjęciach lotniczych mapy Geoportalu widoczne w nim są jednak polany zarastające młodnikiem. Przez przełęcz poprowadzono zielony szlak turystyczny, który poniżej Gaików, na głównym grzbiecie Grupy Magurki Wilkowickiej krzyżuje się on z dwoma szlakami biegnącymi głównym grzbietem (czerwonym i niebieskim).
Nowy Świat znajduje się w granicach wsi Międzybrodzie Bialskie w województwie śląskim, w powiecie żywieckim, w gminie Czernichów.
Szlaki turystyczne
 Zapora Porąbka – Żarnówka Mała – Żarnówka Duża – Nowy Świat – Przegib – Gaiki. Czas przejścia: 3 h, 2:15 h